# Broquiers
Broquiers ist eine französische Gemeinde mit 238 Einwohnern (Stand 1. Januar 2022) im Département Oise in der Region Hauts-de-France. Sie gehört zum Arrondissement Beauvais, zur Communauté de communes de la Picardie Verte und zum Kanton Grandvilliers.

## Geographie
Die Gemeinde Broquiers liegt im Nordosten der Bocage-Landschaft Pays de Bray als Teil eines großen Kalksteinplateaus, das keine oberirdischen Fließgewässer zulässt, etwa 30 Kilometer nordwestlich von Beauvais und 40 Kilometer südwestlich von Amiens.

## Einwohner
| Jahr                       | 1962 | 1968 | 1975 | 1982 | 1990 | 1999 | 2006 | 2011 | 2021 |
| -------------------------- | ---- | ---- | ---- | ---- | ---- | ---- | ---- | ---- | ---- |
| Einwohner                  | 191  | 185  | 190  | 186  | 218  | 225  | 222  | 234  | 245  |
| Quellen: Cassini und INSEE |      |      |      |      |      |      |      |      |      |

## Sehenswürdigkeiten

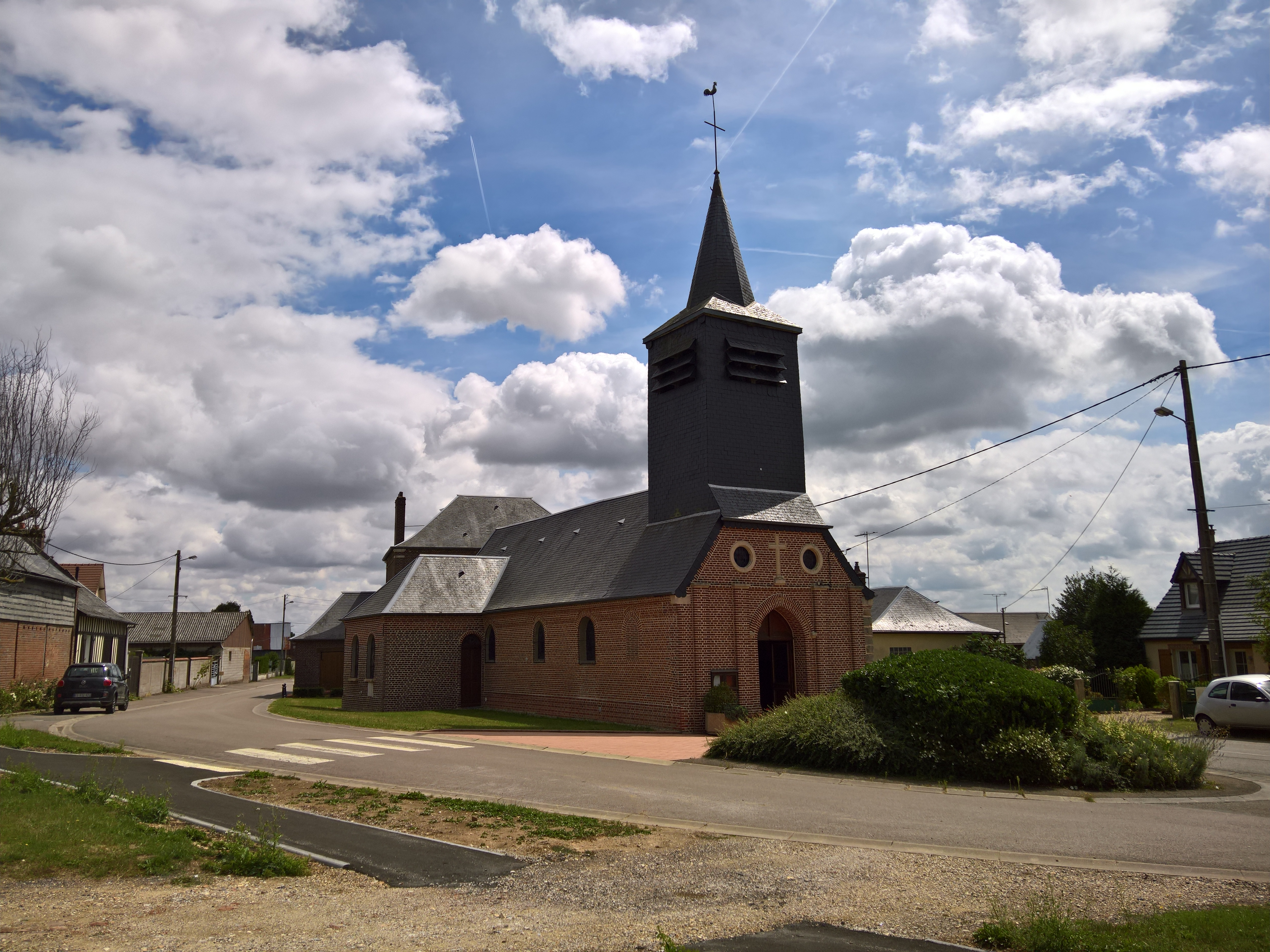
Kirche Saint-Côme-et-Saint Damien
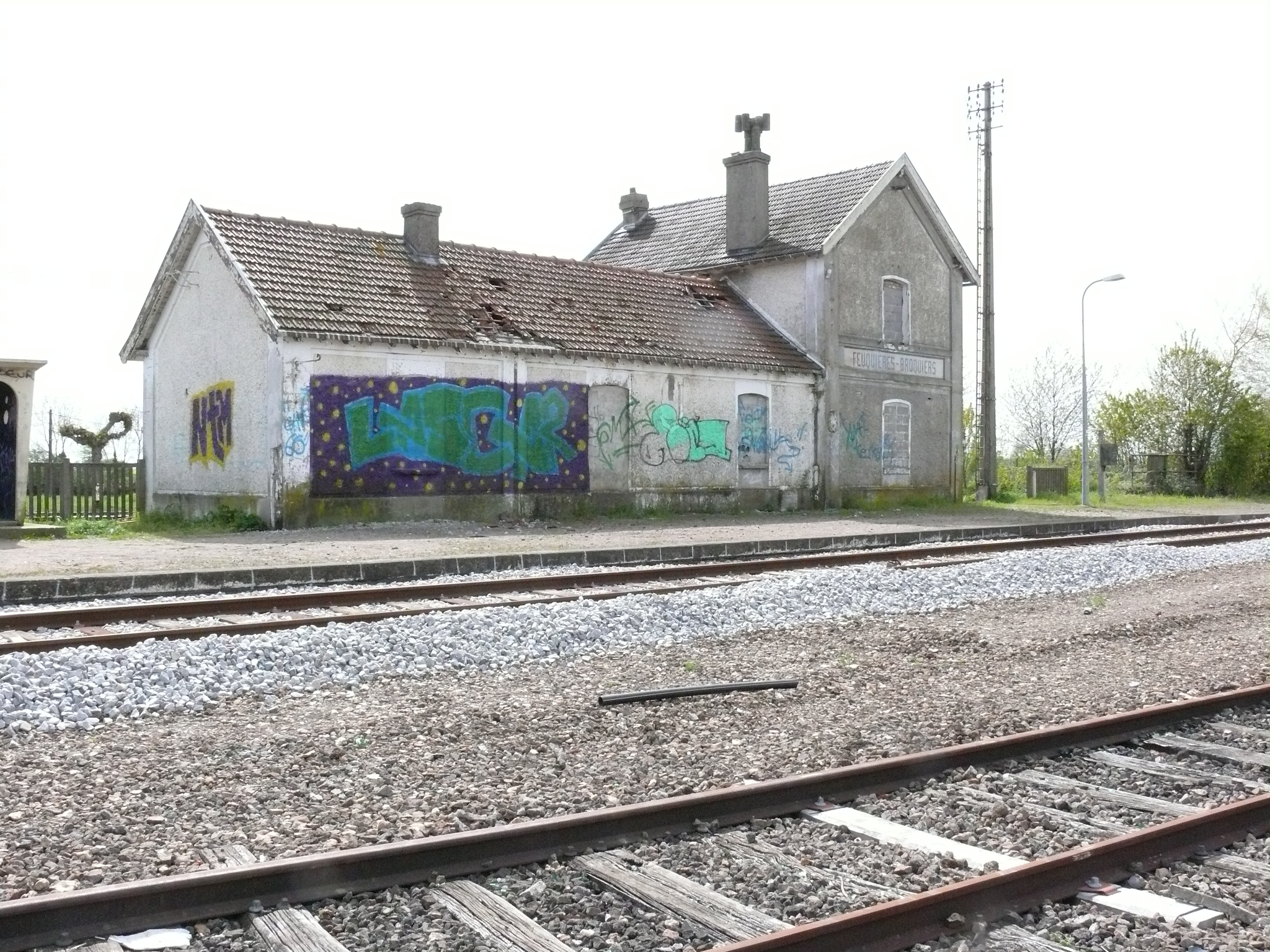
Ehemaliger Bahnhof Feuquières - Broquiers

- Kirche Saint-Côme-et-Saint Damien
- Ehemaliger Bahnhof Feuquières - Broquiers

## Verkehr
Durch die Gemeinde Broquiers verläuft die Bahnstrecke von Aumale (Seine-Maritime) über Abancourt und Grandvilliers nach Beauvais mit einem Haltepunkt (früherer Bahnhof Feuquières-Broquiers) an der östlichen Gemeindegrenze.